# 内海清 (芦屋市長)
内海 清（うつみ きよし、1904年（明治37年）3月9日 - 1991年（平成3年）3月12日）は、日本の内務・警察官僚。芦屋市長。

## 経歴
兵庫県揖保郡、のちの揖西村（現たつの市）で内海仙の二男として生まれる。1928年、東京帝国大学法学部法律学科を卒業し、さらに1930年には同大経済学部を卒業した。1929年10月、高等試験行政科試験に合格し、1930年、内務省に入省し山口県属となる。
以後、熊本県警察部警務課長、新潟県警察部警務課長、大阪府土木部総務課長、同総務部議事課長、同人事課長、関東州庁警察部長、石川県警察部長、茨城県経済第二部長、東京都書記官・官房会計課長、兵庫県経済部長、同総務部長などを歴任。
戦後、1947年に公職追放となり退官し、松谷化学工業副社長となる。1950年に追放解除となり、1952年9月16日に芦屋市長に就任し、市長を三期務めて1964年9月15日に退任した。この間、赤字財政の再建、教育施設の拡充、衛生面の改善、芦屋市安全都市推進協議会の結成、モンテベロ（アメリカ合衆国カリフォルニア州）との姉妹都市提携などを推進した。
その後、大阪地方裁判所調停委員、松谷化学工業相談役、谷崎潤一郎記念館初代館長などを歴任した。

## 著作
- 『芦屋市この十年 : 苦難の道をのりこえて』芦屋市、1963年。
- 『浮草の如く』内海清、1980年。
- 『浮草の如く 続』内海清、1984年。